# Gornji Račnik
Gornji Račnik es un pueblo ubicado en Jagodina, distrito de Pomoravlje, Serbia.

## Superficie
Cuenta con una superficie de 8,070 kilómetros cuadrados.

## Demografía
Hasta 2022 la población era de 62 habitantes, con una densidad de población de 7,683 habitantes por kilómetro cuadrado.
| Gráfica de evolución demográfica de Gornji Račnik entre 1948 y 2022                  |
|                                                                                      |
| Datos según Population statistics of Eastern Europe & former USSR y City Population. |